# Crans, Jura
Crans är en kommun i departementet Jura i regionen Bourgogne-Franche-Comté i östra Frankrike. Kommunen ligger i kantonen Les Planches-en-Montagne som tillhör arrondissementet Lons-le-Saunier. År 2022 hade Crans 86 invånare.

## Befolkningsutveckling
Antalet invånare i kommunen Crans
Referens:INSEE